# Daichi Kaneko
Daichi Kaneko (金子 大地 Kaneko Daichi?,  Hokkaidō, Japón, 26 de septiembre de 1996) es un actor y modelo japonés, afiliado a Amuse.

## Biografía
Kaneko nació el 26 de septiembre de 1996 en la isla de Hokkaidō, Japón. Se unió a la industria del entretenimiento en 2014, tras ganar un concurso de la agencia Amuse. Debutó como actor en 2015, interpretando a Kenji Muroda en la serie de televisión Kasane. Ese mismo año, le dio voz al personaje de Kenta Saijō en la película animada Typhoon Noruda, siendo este su debut como seiyū. En los años siguientes, Kaneko continuó apareciendo en diversas películas y series de televisión, en su mayoría en papeles secundarios. Algunos de sus roles más conocidos en televisión incluyen el de Hisame Kitami en Watashi ni Shinasai!, y Utamarō Kuribayashi en Ossan's Love, ambas de las cuales fueron estrenadas en 2018.
Kaneko también ha tenido algunos roles importantes en películas, siendo estos el de Kojima en Gyakkō no Koro, Minamoto en Tantei Wa Bar Ni Iru 3, Utamarō Kuribayashi en Ossan's Love: Love or Dead, y Hayato Mabuchi en Dosu Koi! Suke Hira, entre otros. En 2019, Kaneko interpretó su primer papel principal en el drama Fujoshi, Ukkari Gei ni Kokuru, rol que le ganó un Confidence Drama Award en la categoría de "mejor actor nuevo".
Kaneko también ha modelado para revistas como Soen, Men's Non-no y Audition. Desde 2015, Kaneko trabaja como modelo para la Universidad de Nihon, así como también para Ebara Foods Industry desde 2016. En 2020, Kaneko protagonizó la película Enrakuchō de Aimashō, en el papel de Shūji Yamada. En febrero de 2020, Kaneko también actuó como Crammer en la obra de teatro Henry VIII de William Shakespeare y John Fletcher, siendo este su debut teatral.

## Filmografía

### Televisión
| Año  | Título                                            | Papel               | Notas     |
| ---- | ------------------------------------------------- | ------------------- | --------- |
| 2015 | Kasane                                            | Kenji Muroda        | Rol debut |
| 2015 | Aruhi, Ahiru Bus                                  |                     |           |
| 2015 | Koinaka                                           | Uchida              |           |
| 2015 | Kāsan, Ore wa Daijōbu                             | Makoto Kaneko       |           |
| 2015 | Omoide wo Uru Otoko                               | Kobayashi           |           |
| 2016 | Bōtsu Chiyan                                      | Noppo               |           |
| 2016 | Criminologist Himura and Mystery Writer Arisugawa | Estudiante          |           |
| 2016 | Hiru no Sento Sake                                | Naoto Horiguchi     |           |
| 2016 | Jūhan Shuttai!                                    | Estudiante          |           |
| 2017 | Shimokitazawa Die Hard                            | Takuya              |           |
| 2017 | Ashita no Yakusoku                                | Daishō Hasebe       |           |
| 2018 | 99.9: Criminal Lawyer 2                           | Tatsuya Onishi      |           |
| 2018 | Watashi ni Shinasai!                              | Hisame Kitami       |           |
| 2018 | Ossan's Love                                      | Utamarō Kuribayashi |           |
| 2018 | Ao to Boku                                        | Kuroiwa             |           |
| 2018 | Fake News                                         | Sarusuberi          |           |
| 2018 | Legal V                                           | Jin Nakanishi       |           |
| 2019 | Tasuku to Rinko                                   |                     |           |
| 2019 | Watashi no Ojisan: Wataoji                        | Makoto Hoshino      | Ep. 7     |
| 2019 | Hiyokko 2                                         | Amagai-senpai       | Ep. 1-4   |
| 2019 | Fujoshi, Ukkari Gei ni Kokuru                     | Jun Andō            |           |
| 2019 | Cheat: Sagishi no Minasan, Gochui Kudasai         | Yūma Kamo           |           |

### Películas
| Año  | Título                            | Papel                          | Notas          |
| ---- | --------------------------------- | ------------------------------ | -------------- |
| 2016 | 64: Part 2                        | Novio de Kasumi                |                |
| 2016 | Hana                              | Miembro del club de baloncesto | Película corta |
| 2016 | The Werewolf Game: Prison Break   | Masatoshi Maruyama             |                |
| 2016 | 14 no Yoru                        |                                |                |
| 2017 | Kyō no Kira-kun                   |                                |                |
| 2017 | Gyakkō no Koro                    | Kojima                         |                |
| 2017 | Hashigami Blue                    | Ryūhei Kasuya                  |                |
| 2017 | Narratage                         | Kei Shindō                     |                |
| 2017 | Tantei Wa Bar Ni Iru 3            | Minamoto                       |                |
| 2017 | Demekin                           | Watanabe                       |                |
| 2018 | Watashi ni Shinasai!              | Hisame Kitami                  |                |
| 2018 | Kazoku no Hanashi                 | Shibata                        |                |
| 2019 | Gakkō Gurashi!                    | Tsumugi Katsuragi              |                |
| 2019 | Ossan's Love: Love or Dead        | Utamarō Kuribayashi            |                |
| 2019 | Dosu Koi! Suke Hira               | Hayato Mabuchi                 |                |
| 2019 | Korosanai Kare to Shinanai Kanojo | Ikemen-kun                     |                |
| 2019 | Enrakuchō de Aimashō              | Shūji Yamada                   |                |

### Películas animadas
| Año  | Título         | Papel       | Ref.  |
| ---- | -------------- | ----------- | ----- |
| 2015 | Typhoon Noruda | Kenta Saijō | [ 4 ] |